# Перепелицын, Владимир Алексеевич
Влади́мир Алексе́евич Перепели́цын (род. 30 июня 1939, Лялинка Свердловская область) — советский, российский минералог; доктор геолого-минералогических наук, профессор; главный научный сотрудник ОАО «Восточный институт огнеупоров».

## Биография
В 1963 году окончил Свердловский горный институт по специальности «Геология и разведка редких и радиоактивных металлов», работал инженером-петрографом в Восточном институте огнеупоров. В 1965—1967 годы заведовал лабораторией физико-химических исследований при ЦЗЛ завода «Магнезит». С ноября 1967 — начальник петрографической лаборатории Восточного института огнеупоров; ныне — главный научный сотрудник института.
Одновременно руководит лабораторией минералогии и петрографии в Инженерном центре ОАО «ДИНУР», является научным консультантом Ключевской обогатительной фабрики (Двуреченск). Участвует в подготовке специалистов по прикладному материаловедению технического камня на базе ОАО «Восточный институт огнеупоров».
В 2005—2010 годы — главный научный сотрудник Института геологии и геохимии им. А. Н. Заварицкого УрО РАН.

## Научная деятельность
В 1969 г. он защитил кандидатскую, в 1989 — докторскую диссертацию. Старший научный сотрудник (1975), профессор (1994).
Основные направления исследований:
- петрологическое материаловедение как теоретическая основа совершенствования состава и структуры огнеупоров, керамики и других разновидностей технического камня;
- минеральный состав шлаков (2006—2014).

Разработал научные основы регулирования состава, структуры и свойств ряда магнезиальных, магнезиальношпинелидных, магнезиальноизвестковых и оксидоуглеродистых огнеупоров, которые реализованы в серийном производстве высокостойких огнеупоров на заводах Урала. Участвовал в разработке более 30 новых видов огнеупорной продукции, технологии изготовления которых внедрены на предприятии.
Открыл состояние алюмофобности ряда шлаков.
Член специализированного Учёного совета Уральского государственного технического университета, редколлегий ряда научных журналов. Подготовил 6 кандидатов наук.
Автор более 600 научных работ, в том числе 8 монографий и учебного пособия, и 120 авторских свидетельств и патентов на изобретения.

### Избранные труды
- Перепелицын В. А. Минералого-петрографические основы технологии новых основных огнеупоров : Автореф. дис. … д-ра геол.-минерал. наук. — Л., 1989. — 39 с.
- Перепелицын В. А. Основы технической минералогии и петрографии : [Учеб. пособие для вузов]. — М : Недра, 1987. — 255 с. — (Высшее образование). — 4460 экз.
- Перепелицын В. А. Петрографическое исследование некоторых магнезиальных огнеупоров, изготовленных из магнезитов Саткинского месторождения : Автореф. дис. … канд. геол.-минерал. наук. — Свердловск, 1969. — 33 с.
- Перепелицын В. А., Рытвин В. М., Гильварг С. И. и др. Ферросплавные алюминотермические шлаки / [отв. ред.: В. А. Перепелицын, В. М. Рытвин]. — Екатеринбург : Уральский рабочий, 2014. — 363 с. — 300 экз. — ISBN 978-5-85383-567-2
- Перепелицын В. А., Рытвин В. М., Коротеев В. А. и др. Техногенное минеральное сырье Урала / [отв. ред.: В. А. Коротеев, В. А. Перепелицын]. — Екатеринбург : УрО РАН, 2013. — 329 с. — (Развитие минерально-сырьевой базы России). — ISBN 978-5-7691-2355-9
- Сиваш В. Г., Перепелицын В. А., Митюшов Н. А. Плавленый периклаз. — Екатеринбург : Ур. рабочий, 2001. — 579 с. — 500 экз. — ISBN 5-85383-202-6
- Хорошавин Л. Б., Перепелицын В. А., Кононов В. А. Магнезиальные огнеупоры : Справочник. — М : Интермет инжиниринг, 2001. — 575 с. — ISBN 5-89594-058-7